# Alucita longipalpella
Alucita longipalpella är en fjärilsart som beskrevs av Caradja 1939. Alucita longipalpella ingår i släktet Alucita och familjen mångfliksmott, (Alucitidae). Inga underarter finns listade i Catalogue of Life.